# União Jovem de Itacibá
Academia Recreativa Escola de Samba União Jovem de Itacibá é uma escola de samba de Cariacica, que desfila no Carnaval de Vitória

## História
A tradicional agremiação carnavalesca do bairro de Itacibá em, que desfilou por muitos anos no carnaval de Vitória. Fundada em 1976, sob as cores verde e branco, foi a primeira escola de samba de Cariacica e chegou a estar perto de vencer o carnaval em Vitória no ano de 1981 quando perdeu o título no quesito Cronometragem. A escola desfilou até 1992, quando houve uma paralisação de 5 anos nos desfiles das escolas de samba de Vitória. O desfile voltou em 1998, mas a escola continuou sem atividade.
Por volta de 2007, os moradores de Itacibá resolveram criar um bloco pra tentar reviver a tradição carnavalesca do bairro e o batizaram de União Jovem SPC, em homenagem à antiga agremiação. Em 2015, a diretoria somou esforços para alterar o registro do bloco, promovendo a volta da Escola de Samba União Jovem de Itacibá, que esperava por um convite da Lieses, atual liga organizadora do Desfile das Escolas de Samba de Vitória, pra desfilar como convidada e ser avaliada para uma possível filiação à liga. Porém, esse convite nunca ocorreu. A escola chegou a desfilar 2016 pela ruas do próprio bairro.
Em 2017, a União Jovem de Itacibá, junto com outras 3 escolas que estavam inativas e outra nova escola que busca filiação a Lieses, se uniram e fundaram a Fecapes, que pretende a partir de 2018 organizar um desfile alternativo ao da Lieses, democratizando e dando oportunidades a novas agremiações.

## Segmentos

### Presidentes
| Nome          | Mandato | Ref.   |
| ------------- | ------- | ------ |
| Roberto Titio | ?-atual | [ 10 ] |

### Diretores
| Ano  | Diretor de Carnaval | Diretor de harmonia | Mestre de bateria | Ref.   |
| ---- | ------------------- | ------------------- | ----------------- | ------ |
| 2018 |                     |                     | Picolé            | [ 10 ] |

### Coreógrafo
| Período | Nome         | Ref.   |
| ------- | ------------ | ------ |
| 2018-   | Cyndi Severo | [ 10 ] |

### Casal de Mestre-sala e Porta-bandeira
| Período | Nome                       | Ref.   |
| ------- | -------------------------- | ------ |
| 2018-   | Hugo César e Nani Ferreira | [ 10 ] |

### Corte de bateria
| Período | Rainha        | Madrinha       | Ref.   |
| ------- | ------------- | -------------- | ------ |
| 2018-   | Sharla Bianca | Andréa Barbosa | [ 10 ] |

## Carnavais
| Ano | Colocação | Grupo | Enredo | Carnavalesco | Intérprete | Ref.   |
| --- | --- | --- | --- | --- | --- | ------ |
| 1982 | Vice-campeã | Especial | Carnaval, festa do povo Compositor: Magno Brito de Assis (Luca)                                                                            | | | [ 11 ] |
| 2018 | Vice-campeã | B | A União anuncia: É Primavera! | Comissão de Carnaval                                                                                                   | Riquinho | [ 10 ] |
| 2019 | 3.º Lugar | B | Rio de Maravilhas, de Janeiro à Janeiro, beleza o ano inteiro                                                                              | Comissão de Carnaval                                                                                                   | Riquinho |        |
| 2020 | 2º Lugar | B | | | |        |
| Inicialmente adiados para o mês de julho, os desfiles do Carnaval 2021 foram cancelados devido a pandemia de Covid-19. | Inicialmente adiados para o mês de julho, os desfiles do Carnaval 2021 foram cancelados devido a pandemia de Covid-19. | Inicialmente adiados para o mês de julho, os desfiles do Carnaval 2021 foram cancelados devido a pandemia de Covid-19. | Inicialmente adiados para o mês de julho, os desfiles do Carnaval 2021 foram cancelados devido a pandemia de Covid-19.                     | Inicialmente adiados para o mês de julho, os desfiles do Carnaval 2021 foram cancelados devido a pandemia de Covid-19. | Inicialmente adiados para o mês de julho, os desfiles do Carnaval 2021 foram cancelados devido a pandemia de Covid-19. | [ 12 ] |
| 2022 | 3º Lugar | B | Nossos poetas decantam aspectos, facetas e elementos das quatro estações do ano: uma ode sublime às forças da natureza, à cultura e à vida | | |        |
| 2023 | 3º Lugar | B | Axé, Meu Recôncavo | | |        |
| 2024 | 3º Lugar | B | Maria Ortiz - Uma heroína Capixaba | | |        |
| 2025 | 3º Lugar | B | Do rural ao urbanismo, Cariacica! Município que almejou a modernidade que Aloízio sonhou                                                   | | |        |
| 2026 | | Acesso | | | |        |